# Лейбёрн, Уильям, 1-й барон Лейбёрн
Уильям Лейбёрн (англ. William Leyburn; умер в 1310) — английский аристократ, крупный землевладелец из Кента, 1-й барон Лейбёрн (с 1299 года). Служил королю Эдуарду I, участвовал в завоевании Уэльса и войнах в Шотландии, стал первым в истории Англии адмиралом королевского флота.

## Биография
Уильям Лейбёрн принадлежал к знатному и богатому рыцарскому роду. Он был старшим сыном сэра Роджера Лейбёрна, кентского землевладельца, и его первой жены Элеанор Турнхем. К началу Второй баронской войны (1263 год) Уильям был взрослым человеком. В этом конфликте он, как и его отец, поддерживал корону, и в награду в 1265 году получил часть земель, конфискованных у мятежников. Кроме того, 16 октября 1265 года Лейбёрн женился на дочери и единственной наследнице Генри де Сандвича (к тому времени уже покойного), присоединив её земли к своим владениям. В 1266 году он был комендантом замка Сандвич, участвовал в осаде Уинчелси.
После смерти отца, которая наступила не позже ноября 1271 года, Уильям унаследовал его владения. Известно, что в 1275 году он судился с одним еврейским ростовщиком, так как назвал отцовскую расписку о получении в долг 800 фунтов фальшивкой. Основным кредитором Лейбёрнов стала жена короля Элеонора Кастильская, а потому в 1278 году Уильяму пришлось уступить ей свой главный замок, Лидс в Кенте, за 500 марок. 
В 1277 году Лейбёрн участвовал в очередном королевском походе в Уэльс, в 1280 году совершил паломничество в Сантьяго-де-Компостела, в 1282 году стал комендантом замка Певенси в Сассексе. Он был в составе армии, завоевавшей Уэльс в 1283 году, много раз сопровождал короля Эдуарда I в его поездках на континент, а в 1294 году был в составе эскорта принцессы Элеоноры, отправившейся к своему жениху, графу Генриху III, в Бар-ле-Дюк. 8 марта 1287 года Эдуард I назначил Уильяма «адмиралом Английского моря» (Admirallus Maris Angliae). В 1294 году Лейбёрн был капитаном королевского флота, собранного в Портсмуте для похода в Байонну, и в том же году был назначен адмиралом Запада и адмиралом Ирландского моря (эти должности он занимал до 1306 года); он считается первым адмиралом королевского флота в истории Англии.
27 февраля 1299 года король вызвал Лейбёрна в парламент как лорда. Это событие считается началом истории баронии Лейбёрн. Начиная с того же года Уильям участвовал в войне с шотландцами: в частности, в 1299 году он командовал отрядом в пять рыцарей и 59 сквайров, в 1300 году был в армии, осаждавшей Карлаверок, в 1301 и 1304 годах снова воевал на севере. В 1301 году барон поставил свою подпись под посланием английских лордов к папе римскому Бонифацию VIII, обосновывавшим претензии Эдуарда I на Шотландию.

## Семья
Уильям Лейбёрн был женат на Джулиане де Сандвич, дочери Генри де Сандвича. В этом браке родились:
- Томас Лейбёрн (умер в 1307)[10];
- Генри Лейбёрн[3];
- Джон Лейбёрн[3];
- Идонея Лейбёрн, жена Джеффри де Сэя, 1-го барона Сэя[11][10];
- Кэтрин Лейбёрн[3];
- Джоан Лейбёрн[3].

Барон пережил всех своих сыновей, так что его наследницей стала внучка Джулиана (1303—1367) — дочь Томаса Лейбёрна, жена Джона Гастингса, 2-го барона Гастингса.